# Südfall (Schiff)
Die Südfall war ein deutscher Forschungskutter des zur Christian-Albrechts-Universität Kiel gehörenden Forschungs- und Technologiezentrums Westküste (FTZ Westküste).
Das Schiff war eine 1982 gebaute Yacht, die vor dem Umbau zum Forschungsschiff im Mittelmeer fuhr. An Bord fanden neben zwei Besatzungsmitgliedern bis zu sechs Wissenschaftler Platz. Das Schiff wurde 2017 außer Dienst gestellt und durch den am 25. Oktober des Jahres in Dienst gestellten Katamaran Egidora ersetzt. Die Südfall wurde anschließend verkauft.
Namensgeber des Schiffes war die im nordfriesischen Wattenmeer liegende Hallig Südfall.
Vorgänger war die Hermann Wattenberg, die anfänglich ebenfalls Südfall hieß.